# Gymnocheta porphyrophora
Gymnocheta porphyrophora är en tvåvingeart som först beskrevs av Zimin 1958.  Gymnocheta porphyrophora ingår i släktet Gymnocheta och familjen parasitflugor. Inga underarter finns listade i Catalogue of Life.